# Kocasinan
Kocasinan là một huyện thuộc tỉnh Kayseri, Thổ Nhĩ Kỳ. Huyện có diện tích 1452 km² và dân số thời điểm năm 2007 là 365614 người, mật độ 252 người/km².